# Pierre de Montaigu
Pour les articles homonymes, voir Montaigu.
Pierre de Montaigu (Peire de Montagut) fut le quinzième maître de l'Ordre du Temple, entre 1219 et le 28 janvier 1232.

## Biographie
Il fut élu lors du siège de Damiette, en 1218, mais n'en fut informé qu'assez tard, car en novembre 1218, il signait encore en tant que précepteur de Provence et partie des Espagnes. Il n'existe aucune information sur vie ultérieure à l'année 1932, date à laquelle il est mort ou s'est retiré.
D'après Albéric de Trois-Fontaines, il pourrait être le frère de Garin de Montaigu  et d'origine Auvergnate; mais, selon d'autres auteurs, il serait d'origine espagnole voire catalane. Seulement la thèse d'une origine Française est la plus probable, car dans le parchemin de Paris de la Règle de Temple, il est cité en exemple d'une des règles (§124) comme étant de Montagu, et donc se rattachant à Branche cadette de la première maison de Bourgogne.

## Les hommes de son temps
Au cours de sa vie et comme maître de l'ordre du Temple, Pierre de Montaigu a côtoyé des hommes remarquables. 